# إليك والاس
إليك والاس (بالإنجليزية: Alec Wallace)‏ (1 يناير 1872 في المملكة المتحدة - 1 يناير 1950 ببولتن في المملكة المتحدة) هو لاعب كرة قدم بريطاني (وحمل سابقاً جنسية المملكة المتحدة لبريطانيا العظمى وأيرلندا) في مركز الهجوم. لعب مع برمنغهام سيتي ومانشستر سيتي ونادي بلاكبول وHereford Thistle F.C. ‏ وBaltimore Orioles F.C. ‏.